# 华北官话
华北官话，相較於西北官話，是汉语官话分区方式中分出的官话的一个分支。
不同於一般的从语音特点劃分之方式，華北官話是从地域分布进行划分的。它是指北京、天津、河北、河南、山东、辽宁、吉林、黑龙江、内蒙古境内的汉语的总和。
由于中国语言地图集裡的官话分区方式已成为中国大陆方言学界的事实标准，而官话研究集中于中国大陆，因此旧分区方式使用的术语“华北官话”在方言学界已不再被使用。